# Megalagrion oahuense
Megalagrion oahuense is een libellensoort uit de familie van de waterjuffers (Coenagrionidae), onderorde juffers (Zygoptera).
De soort staat op de Rode Lijst van de IUCN als kwetsbaar, beoordelingsjaar 1996.
De wetenschappelijke naam van de soort is voor het eerst geldig gepubliceerd in 1884 door Blackburn.